# دوک‌نشین روم
دوک‌نشین روم (به لاتین: Ducatus Romanus) ایالتی در فرمانروایی بیزانس راونا بود. مانند دیگر ایالات امپراتوری بیزانس در ایتالیا، این ایالت توسط یک کارگزار امپراتوری با عنوان دوکس اداره می‌شد. دوک‌نشین اغلب بر سر برتری در رم با پاپ درگیر می‌شد. پس از تأسیس ایالات پاپی در سال ۷۵۶، دوک‌نشین روم دیگر یک واحد فعال نبود و «دوک‌های روم» که توسط پاپ‌ها به جای امپراتوران منصوب می‌شدند، به ندرت رؤیت می‌شوند.

## تاریخچه
با توجه به عدم اشاره قبلی به دوک‌نشین روم، مشخص نیست که این ایالت دقیقاً چه زمانی تأسیس شده، اما به احتمال زیاد در اواخر قرن هفتم بوده‌است.. دوکس روم مطیع فرمانروایی راونا بود که بالاترین قدرت امپراتوری را در ایتالیا داشت. در داخل فرمانروایی، دو ناحیه اصلی عبارت بودند از کشوری حول راونا که در آن فرماندار مرکز مخالفت بیزانسی با لمباردها بود، و دوک‌نشین روم، که سرزمین‌های اتروریا جنوبی در شمال رودخانه تیبر و منطقه لاتیوم در جنوب تا گاریلیانو (به استثنای كاسينوم و آکوئینو) را در بر می‌گرفت. در آنجا پاپ مخالفان لمباردها را رهبری می‌کرد.

### اهمیت روم برای ایتالیای بیزانس
اهمیت استراتژیک دوک‌نشین پنتاپولیس (ریمینی، پزارو، فانو، سینیگاگلیا، آنکونا) و دوک‌نشین پروجا در توانایی آنها برای حفظ و کنترل نواحی بین راونا و روم و ارتباط با آنها بر روی کوه‌های آپنینی است. اگر این ارتباط استراتژیک شکسته می‌شد، آشکار بود که روم و راونا نمی‌توانستند به تنهایی برای مدت طولانی خود را حفظ کنند.
همین نوار باریک زمین ارتباط بین دوک‌نشین‌های اسپولتو و بنونتو و بخش اصلی قلمروهای پادشاه در شمال را قطع کرد. لمباردها حملات متعددی را علیه این جبهه انجام دادند تا کنترل شبه جزیره را از دست بیزانسی‌ها خارج کنند.

### حملات لمباردها و افزایش مسئولیت پاپ
در سال ۷۲۸ پادشاه لمبارد لیوتپراند قلعه سوتری را گرفت که بر بزرگراه نپی در جاده پروجا مسلط بود. با این حال لیوتپراند که با التماس‌های پاپ گریگوری دوم نرم شد، سوتری را "به عنوان هدیه‌ای به رسولان مبارک پطرس و پولس" بازسازی کرد.
این اعتقاد که سرزمین روم توسط حواریون دفاع می‌شد، روز به روز بیشتر رایج شد. در سال ۷۳۸ دوک لمبارد، ترنساموند دوم اسپولتو، قلعه گاله‌سه، که از جاده پروجا به شمال نپی را محافظت می‌کرد، به تصرف خود درآورد. پاپ گریگوری سوم مبلغ زیادی به دوک پرداخت تا قلعه را به او بازگرداند. سپس پاپ به دنبال اتحاد با دوک ترنساموند بود تا از خود در برابر لیوتپراند محافظت کند. با این‌حال، لیوتپراند اسپولتو را فتح کرد، رم را محاصره کرد، دوک‌نشین روم را ویران ساخت و چهار قلعه مهم مرزی (بلرا، اورته، بومارتزو و آملیا) را تصرف کرد و بدین وسیله ارتباط با پروجا و راونا را قطع کرد.
این امر باعث شد که پاپ در سال ۷۳۹ برای اولین بار به پادشاهی قدرتمند فرانک‌ها روی آورد که تحت حمایت آنها راهب انگلیسی بونیفاس کار خود را به طور موفقیت‌آمیز، به عنوان مبلغ در آلمان، آغاز کرده بود.پاپ، البته با رضایت یونانی‌ها، فرستاده‌ای نزد شاهزاده شارل مارتل، «شهردار قدرتمند کاخ» سلطنت فرانک و فرمانده فرانک‌ها در نبرد معروف تور فرستاد، و از او درخواست کرد که از مقبره حواریون محافظت کند. شارل مارتل به فرستاده پاسخ داد و دریافت هدایا را تصدیق کرد، اما حاضر نشد علیه لمباردها، که همراه او علیه سارازن‌ها بودند، کمک کند.
بر این اساس، پاپ زکریا، جانشین گرگوری سوم، سیاستی را که قبلاً در قبال لمباردها دنبال می‌شد، تغییر داد. او با لیوتپراند پادشاه لمبارد علیه ترنساموند دوک اسپولتو متحد شد و در سال ۷۴۱ چهار قلعه را در یک بازدید شخصی از اردوگاه شاه در ترنی دریافت کرد. لیوتپراند همچنین مقداری از میراث و غنائمی را که توسط لمباردها تصرف شده بود، بازگرداند. او علاوه بر این، یک قرارداد صلح بیست ساله با پاپ منعقد کرد.
دوک نشین‌ها اکنون از حملات لمبارد فرصتی یافتند. لمباردها به راونا که قبلاً از ۷۳۱ تا ۷۳۵ آن را در دست داشتند، حمله کردند. فرمانده اوتیخیوس چاره‌ای جز درخواست کمک از پاپ نداشت. لیوتپراند در واقع پذیرفت تا توسط زکریا به تسلیم شدن بخش عمده‌ای از فتوحات خود وادار شود. همچنین قابل توجه بود که این مناطق نیز زمانی نجات خود را مدیون پاپ بودند. تنها مدت کوتاهی پس از مرگ لیوتپراند در سال ۷۴۴، زکریا توانست این فاجعه را بیشتر به عقب بیندازد 

### سقوط سلطنت - اهدای پپین
در سال ۷۵۱ سلطنت راونا، به دست لمباردها، تحت فرماندهی پادشاه آیستولف، سقوط کرد. رم، تحت رهبری پاپ استفان دوم، تلاش کرد با آیستولف مذاکرات دیپلماتیک انجام دهد، و پس از شکست آن مذاکرات، از پادشاه پپن کوتاه فرانک‌ها خواست تا از طرف او مداخله کند. پپن در سال ۷۵۶ لمباردها را شکست داد و زمین‌های دوک‌نشین روم و همچنین دارایی‌های لمباردهای سابق را به پاپ اعطا کرد که به عنوان اهدای پپین از آن یاد می‌شود، که نشان دهنده آغاز واقعی دولت‌های پاپ است.

## دوک‌ها
دوک‌ها در ابتدا توسط فرماندهان اگزارش منصوب می‌شدند، اما در اواسط قرن آنها توسط پاپ ایجاد شدند.
- پیتر ( ۷۲۵- -) [۱۴]
- مارینوس ( ـ - ۷۲۵)